# Jan Peter Balkenende
Jan Pieter "Jan Peter" Balkenende (7 de mayo de 1956) es un político neerlandés, que fue primer ministro de su país desde el 22 de julio de 2002 hasta el 14 de octubre de 2010.

## Biografía
Jan Piter Balkenende nació el 7 de mayo de 1956 en Biezelinge, Zelanda. Su padre, Jan Pieter Balkenende, fue un comerciante de granos de cereales y su madre, Thona Johanna Sandee, era profesora. Está casado con Bianca Hoogendijk y tiene una hija.
Balkenende asistió a una escuela primaria protestante en Kapelle, siguiendo estudios en la escuela secundaria "Christian Lyceum for Zeeland" en Goes, graduándose en 1974. Luego estudió en la Universidad Libre de Ámsterdam, donde obtuvo el grado M.A. en historia en 1980, y el grado LL.M. en Leyes en 1982, finalmente obtuvo el grado PhD en Leyes en 1992. 

## Trayectoria política

### Primer ministro
Balkenende fue el Primer ministro en cuatro gabinetes. El primero, compuesto por su propia Llamada Demócrata Cristiana (CDA), el Partido Popular por la Libertad y la Democracia (VVD) y la Lista Pim Fortuyn (LPF) cayó después tres meses a causa de disputas internas el la LPF. Después nuevas elecciones en enero de 2003, formó un gabinete compuesto por la CDA, el VVD y las Demócratas 66 (D66), que cayó el 30 de junio de 2006, cuando D66 retiró su apoyo a causa del funcionar de Rita Verdonk, la ministra de inmigración e integración. Después de esta crisis de gobierno se formó el tercer gabinete. Un gabinete minoritario con solamente la CDA y el VVD. En las elecciones del 22 de noviembre su partido perdió 3 escaños, pero mantuvo su posición como primera fuerza. El Gabinete Balkenende IV estaba compuesto por la CDA, el PvdA y la CU.
Como primer ministro, Balkenende apoyó la invasión de Irak de 2003.

#### Unión Europea
Durante el segundo semestre de 2004 ocupó la presidencia del Consejo de la Unión Europea. La adhesión de Turquía a la Unión y el presupuesto para el periodo 2007-2013 fueron los grandes desafíos de la presidencia neerlandesa de la organización.
Balkenende advirtió a la Unión Europea no imponer barreras adicionales para el inicio de negociaciones con Turquía. En su discurso frente al Parlamento Europeo demandó aplicar los criterios definidos de manera estricta sin tratar de agregar nuevas cláusulas.
Referéndum sobre la Constitución Europea
El Referéndum sobre la Constitución Europea en los Países Bajos fue un referéndum consultivo que se llevó a cabo el 1 de junio de 2005 para decidir si los Países Bajos ratificarían el Tratado por el que se establece una Constitución para Europa. La votación fue el primer referéndum nacional por más de doscientos años y no era vinculante, lo que significaría que, a pesar de que el electorado rechazara la Constitución, podía ser teóricamente ratificada por los Estados Generales. No obstante, el gobierno sostuvo que respetaría un resultado decisivo, provisto por un número de electores que excediera el 30%. Los resultados oficiales mostraron que un 61,5% de votantes rechazaba la Constitución, con un participación electoral del 63,3%.
Las respuestas posibles eran voor (a favor) y tegen (en contra). En algunos sitios de votación en las grandes ciudades, también era posible hacer un voto en blanco. En este último caso, el voto no contaba para el resultado final, pero permitía a los votantes una abstención afirmativa.